# Jean-Louis Gasparini
Pour les articles homonymes, voir Gasparini.
Jean-Louis Gasparini, né le 9 juin 1915 à Aix-les-Bains et mort le 26 juin 1984 à Chambéry, est un homme politique français.

## Biographie
Etudiant en pharmacie à Paris lors du déclenchement de la seconde guerre mondiale, Jean-Louis Gasparini rejoint la France libre après l'armistice.
Décoré de la Légion d'honneur et de la croix de guerre pour son action pendant la guerre, il s'installe ensuite en Moselle comme pharmacien. Il est pendant cette période président de l'association des français libres du département, mais ne participe pas à la vie politique.
En 1959, cependant, il est élu maire adjoint d'Uckange. En 1962, il est choisi par le mouvement gaulliste pour défier le député sortant de la troisième circonscription, Jean Delrez, membre du CNI qui a voté la motion de censure contre le gouvernement Pompidou.
Ce dernier est balayé, obtenant seulement 10,6 % des voix au premier tour, tandis que Gasparini en recueille 40 %. Au second, il l'emporte facilement sur le candidat communiste, en réunissant 65,3 % des voix.
La dégradation de la situation sociale pèse cependant sur sa candidature pour le renouvellement de son mandat, en 1967. Avec 33,3 % des voix, il est dépassé au premier tour par le communiste César Depietri, dont il s'était facilement défait cinq ans plus tôt, et qui obtient 36,1 %. Au second tour, celui-ci l'emporte avec 56,2 % des voix.
Gasparini abandonne alors la politique et ne tente pas, l'année suivante, de reconquérir son siège après la dissolution de l'assemble nationale.